# Ikona (film)

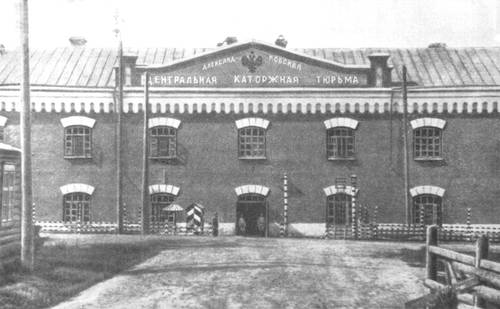
budynek Aleksandrowski Central na początku XX wieku

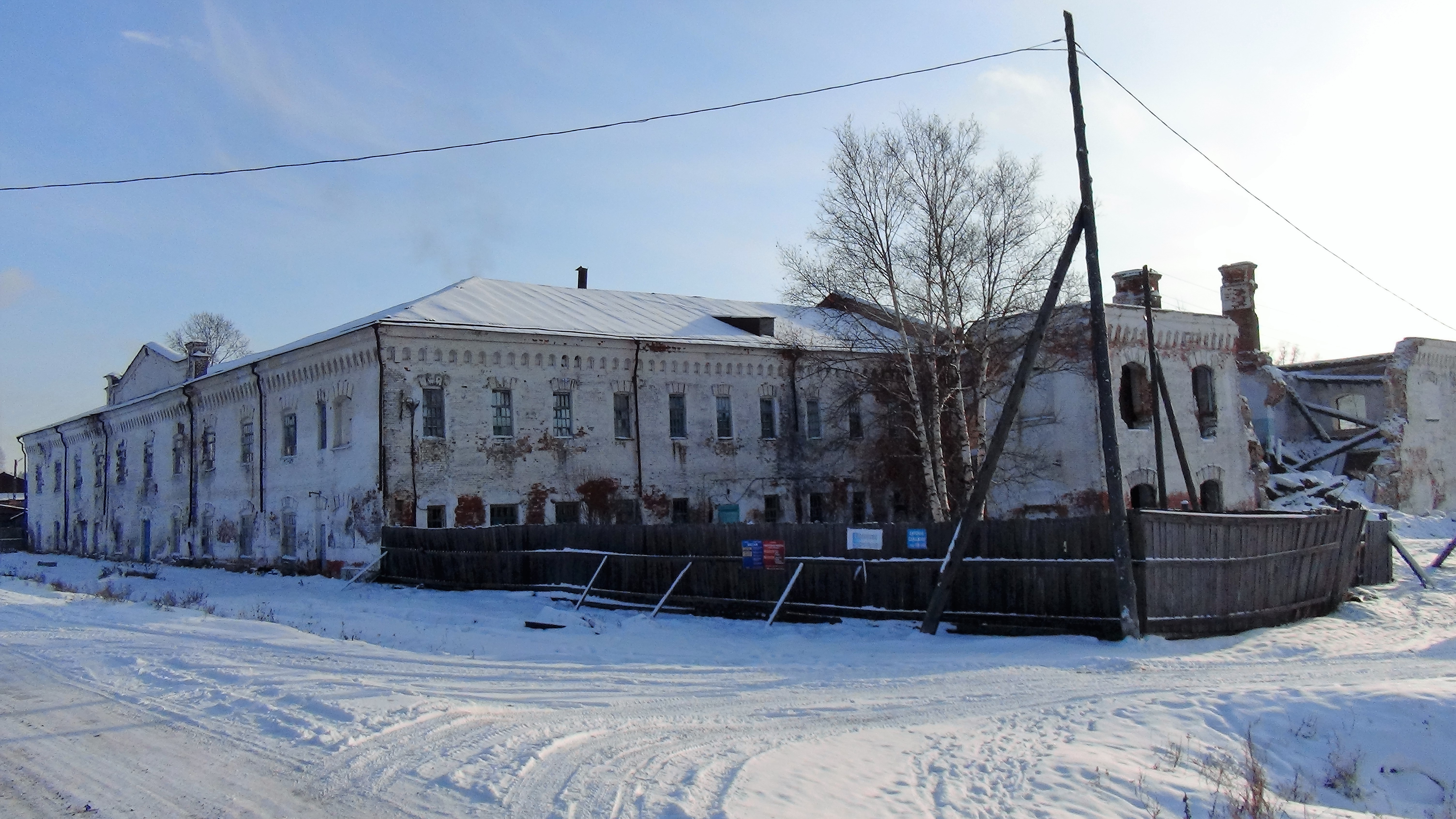
Budynek Aleksandrowski Central miesiąc po relokacji ostatnich pacjentów (listopad 2016)

Ikona – polski film dokumentalny z 2016 roku w reżyserii Wojciecha Kasperskiego. Obraz przedstawia codzienne życie pacjentek nieistniejącego już rosyjskiego szpitala psychiatrycznego (filia Irkuckiego Obwodowego Szpitala Psychiatrycznego nr 2) we wsi Aleksandrowskoje w rejonie bochańskim w obwodzie irkuckim (południowo-wschodnia część Syberii).
Ośrodek mieścił się w budynku po wybudowanej w XVIII gorzelni, w której, oprócz zwykłych robotników, pracowali też skazańcy. Od 1873 roku mieściło się tam więzienie polityczne Aleksandrowski Central. W 1956 roku obiekt został przekształcony w zakład psychiatryczny. Szpital położony 180 km na północ od Irkucka, dotychczas niedostępny dla ekip filmowych, był jednym z największych na Syberii. W połowie lat 60. XX w. liczba chorych sięgała tu 1200 osób. W czasie kręcenia filmu ta niedofinansowana i znajdująca się w ruinie placówka czekała już na nieuchronny moment likwidacji.
Przedstawiony w filmie szpital pełni funkcję przytuliska dla osób z ciężkimi i nieuleczalnymi chorobami, dla przestępców oraz dla innych osób wykluczonych społecznie, w tym nawet dla nastolatków z problemami wychowawczymi. Stanowi też źródło utrzymania dla całej wsi (pracował tu co trzeci mieszkaniec). Ponad tysiąc lub nawet półtora tysiąca pacjentów przebywa w ciężkich warunkach pod opieką pięciu lekarzy z poprzedniej epoki. Jeden z psychiatrów – pracujący tu od 45 lat – pełni funkcję przewodnika i narratora stawiającego filozoficzne i metafizyczne pytania.
Jak twierdzi reżyser filmu, w zdobyciu zaufania rozmówców pomógł mu brak umiejętności biegłego komunikowania się w języku rosyjskim. Zgodnie z intencją Kasperskiego, reszta ekipy filmowej nie mówiła wcale w tym języku. Operator musiał być w Rosji po raz pierwszy. Miało to pozwolić skupić się na emocjach i obrazie.
Prace nad filmem rozpoczęły się w 2007 roku. Początkowo reżyser planował zrealizować film o lekarzach pracujących z osobami nieuleczalnie chorymi. Twórcy sporządzili dokumentację 40 rosyjskich szpitali, w tym oddziałów onkologicznych, klinik zajmujących się leczeniem stresu pourazowego oraz szpitali psychiatrycznych. Zdjęcia w Aleksandrowski Central kręcono przez dwa miesiące w 2011 roku. Montaż trwał 10 miesięcy. Film miał premierę 9 grudnia 2016.
Do 2015 roku relokowano większość pacjentów. 28 października 2016 ostatni pensjonariusze opuścili placówkę.

## Twórcy
- reżyseria i scenariusz: Wojciech Kasperski[1][2]
- zdjęcia: Łukasz Żal[1]
- muzyka: Antoni Komasa-Łazarkiewicz[1]
- dźwięk: Aleksandra Pająk[b][1]
- montaż: Tymoteusz Wiskirski[1]
- produkcja: Delta Film[1][2]
- koprodukcja: Telewizja Polska, Vostok8, Expresso Post Production[1]
- współfinansowanie: Polski Instytut Sztuki Filmowej[1]
- dystrybucja: Krakowska Fundacja Filmowa[1]

## Nagrody
- Prix Italia, Mediolan, 2017: Prix Italia w kategorii „Dokument telewizyjny”[1][10][16][17]. Jury doceniło wartość merytoryczną, ale też reżyserię, zdjęcia, dźwięk oraz muzykę[10][16].
- Krakowski Festiwal Filmowy, Kraków, 2016:
  - Konkurs Polski, Złoty Lajkonik – za „delikatny, wstrząsający film. Opowiedziany z wielką dojrzałością, uważnością i odwagą. Przywraca sens pytań pierwszych, tych najważniejszych. Obraz, który przypomina, że film czasami może być dziełem sztuki. Ten jest na pewno”[1]
  - Konkurs Polski, Nagroda za zdjęcia – Łukasz Żal[1]
  - Konkurs Polski, Nagroda im. Macieja Szumowskiego – za szczególną wrażliwość na sprawy społeczne[1]
  - Konkurs Polski, Nagroda Prezesa Stowarzyszenia Filmowców Polskich za najlepszy montaż – Tymoteusz Wiskirski[1]
  - Międzynarodowy Konkurs Dokumentalny, Nagroda FIPRESCI – za „refleksję nad ludzką duszą, a szczególnie nad duszami kobiet w różnym wieku, mieszkanek zakładu psychiatrycznego gdzieś na pustkowiu, których życie oddziałuje na odbiorcę z intrygującą i nieodpartą siłą, także dzięki wyjątkowej artystycznej pracy operatorskiej i montażowej. Mimo trudnej prawdy objawiającej się w filmie, wrażliwe podejście twórców pozwala na dostrzeżenie nadziei oraz obdarzenie bohaterek szczerym ludzkim zrozumieniem”[1]
- New York Festivals, Nowy Jork, 2017 – Srebrny Medal[1]
- Międzynarodowy Festiwal Filmów Dokumentalnych DocsMX, Meksyk, 2017 – Nagroda Jury w sekcji Otredades[1][18][19]
- IMAGO International Awards for Cinematography (nagrody przyznawane przez International Federation of Cinematographers[20] / Europejską Federację Operatorów Filmowych), Helsinki, 2017: główna nagroda za zdjęcia w kategorii „Dokument” – Łukasz Żal[21][12][18]